# Александер Шлагер
Александер Шлагер (нім. Alexander Schlager, нар. 1 лютого 1996, Зальцбург) — австрійський футболіст, воротар клубу «Ред Булл» (Зальцбург) та національної збірної Австрії.

## Клубна кар'єра
Народився 1 лютого 1996 року в місті Зальцбург. Вихованець клубу «Ред Булл» з рідного міста. Через високу конкуренцію не зміг дебютувати за основну команду і здавався в оренду спочатку до фарм-клубу «Ліферінг», а потім до партнерського німецького клубу «РБ Лейпциг», але і там за першу команду не грав.

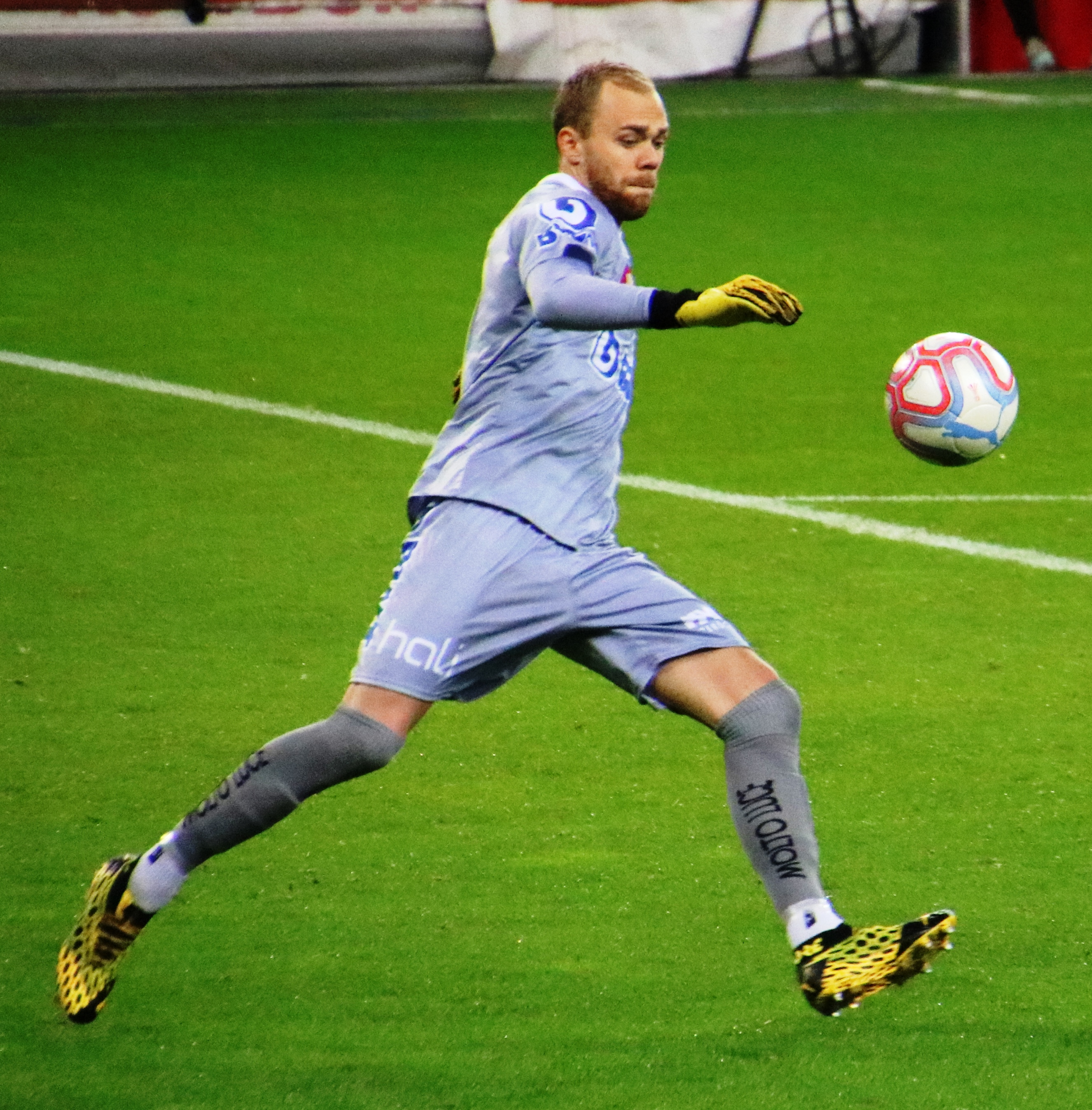
Александер Шлагер під час виступів за ЛАСК (Лінц). 2020 рік.

У 2015 році Шлагер був відданий в оренду в «Гредіг» , де дебютував на дорослому рівні, вийшовши на поле в матчі австрійської Бундесліги 25 липня 2015 року проти «Альтаха» (2:1). Всього у тому сезоні він зіграв 10 ігор чемпіонату, пропустивши 21 гол, а його команда посіла останнє 10 місце і вилетіла з вищого дивізіону. Наступний сезон 2016/17 Шлагер провів також в оренді граючи за клуб другого дивізіону «Флорідсдорфер».
В липні 2017 року на правах вільного агента перейшов у ЛАСК (Лінц), де з сезону 2018/19 став основним воротарем. Станом на 13 грудня 2020 року відіграв за команду з Лінца 74 матчі в національному чемпіонаті.

## Виступи за збірні
В березні 2012 року дебютував за юнацьку збірну Австрії (U-17). У 2013 році у її складі Шлагер взяв участь у юнацькому чемпіонаті Європи в Словаччині. На турнірі він зіграв у всіх трьох матчах, але команді не вдалося подолати груповий етап. Тим не менш 3 місце у групі дозволило австрійцям кваліфікуватись на тогорічний юнацький чемпіонат світу в ОАЕ. Там теж Шлагер був основним воротарем, зігравши усі три гри, а Австрія посіла останнє місце у групі. 
У 2015 році у складі юнацької збірної Австрії до 19 років Александер взяв участь у юнацькому чемпіонаті Європи в Греції. На турнірі він зіграв у двох матчах, але і цього разу австрійці не вийшли з групи. Загалом на юнацькому рівні Шлагер взяв участь у 28 іграх, пропустивши 16 голів.
У 2015–2019 роках залучався до складу молодіжної збірної Австрії. На молодіжному рівні зіграв у 18 офіційних матчах.
16 листопада 2019 року дебютував в офіційних іграх у складі національної збірної Австрії у відбірковому матчі до чемпіонату Європи 2020 року проти збірної Північної Македонії (2:1). У травні 2021 року Шлагер був включений до заявки збірної на чемпіонат Європи 2020 року.
| Дата       | Місто    | Господарі | Результат | Гості              | Турнір                               | Голи | Примітки |
| ---------- | -------- | --------- | --------- | ------------------ | ------------------------------------ | ---- | -------- |
| 16-11-2019 | Відень   | Австрія   | 2 – 1     | Північна Македонія | Відбір до ЧЄ 2020                    | -1   |          |
| 4-9-2020   | Осло     | Норвегія  | 1 – 2     | Австрія            | Ліга націй УЄФА 2020-2021 - 1-й етап | -1   |          |
| 7-9-2020   | Відень   | Австрія   | 2 – 3     | Румунія            | Ліга націй УЄФА 2020-2021 - 1-й етап | -3   |          |
| 25-3-2021  | Глазго   | Шотландія | 2 – 2     | Австрія            | Відбір до ЧС 2022                    | -2   |          |
| 28-3-2021  | Відень   | Австрія   | 3 – 1     | Фарерські острови  | Відбір до ЧС 2022                    | -1   |          |
| 31-3-2021  | Відень   | Австрія   | 0 – 4     | Данія              | Відбір до ЧС 2022                    | -4   |          |
| 16-11-2022 | Малага   | Андорра   | 0 – 1     | Австрія            | товариський матч                     | -    | 46'      |
| 17-6-2023  | Брюссель | Бельгія   | 1 – 1     | Австрія            | Відбір до ЧЄ 2024                    | -1   | 90+1'    |
| 20-6-2023  | Відень   | Австрія   | 2 – 0     | Швеція             | Відбір до ЧЄ 2024                    | -    |          |
| Усього     |          | Матчів    | 9         |                    | Голів                                | -13  |          |